# Cella (építészet)
A romániai települést lásd itt: Cella (település)

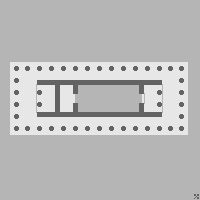
Templom alaprajza, benne a cellával

A cella (latin kamra, fülke szóból) a görög és római templomok falakkal elhatárolt belső része, ahol a kultuszszobor állt.
Az ókeresztény építészetben a föld alatti sírkamrával kapcsolatban álló föld fölötti építmény (cella coemeterialis), ahol temetőkápolna állt (cella trichora, cella septichora – három-, illetve hétkaréjos cella). A föld alatti részt cella memoriae-nak nevezik, ez volt a sírkamra.
A kolostorokban a szerzetesek szobáit nevezik cellának.